# First Sea Lord
De First Sea Lord is het hoofd van de Royal Navy en Naval Service, het stond vroeger bekend als de First Naval Lord. De First Sea Lord draagt ook de titel Chief of Naval Staff.

## Geschiedenis
Tussen 1795 en 1827 stond het hoofd van de Royal Navy bekend onder de naam Admiral of the Fleet. Deze titel werd later een rang. In 1828 werd de titel veranderd in First Naval Lord en in 1904 werd het weer veranderd in First Sea Lord.
Vanaf 1923 was de First Sea Lord een lid van de Chiefs of Staff Committee en van 1923 tot 1959 roteerde het voorzitterschap van het Comité met vertegenwoordigers van de andere diensten (de Chief of the Imperial General Staff en de Chief of the Air Staff). De titel bleef behouden tot in 1964 toen de Board of the Admiralty werd opgeheven en opging in het Ministerie van Defensie.
Onder de huidige organisatie zit de First Sea Lord zowel in de Defence Council en de Admiralty Board.

## Admirals of the Fleet, 1795-1827
- Richard Lowe, 1ste graaf Howe, 1795-1799
- Peter Parker, 1799-1811
- Prins William, 1811-1827

## First Naval Lords, 1828-1904
- George Cockburn 1820-1830
- Thomas Hardy 1830-1834
- George Heneage Dundas 1834
- Charles Adam 1834
- George Cockburn 1834-1835
- Charles Adam 1835-1841
- George Cockburn 1841-1846
- William Parker 1846
- Charles Adam 1846-1847
- James Whitley Deans Dundas 1847-1852
- Maurice Fitzhardinge Berkeley 1852
- Hyde Parker 1852-1854
- Maurice Fitzhardinge Berkeley 1854-1857
- Richard Saunders Dundas 1857-1858
- William Fanshawe Martin 1858-1859
- Richard Saunders Dundas 1859-1861
- Frederick Grey 1861-1866
- Alexander Milne 1866-1868
- Sydney Dacres 1868-1872
- Alexander Milne 1872-1876
- Hastings Yelverton 1876-1877
- George Wellesley 1877-1879
- Astley Cooper Key 1879-1885
- Arthur Acland Hood 1885-1886
- John Hay 1886
- Arthur Acland Hood 1886-1889
- Richard Vesey Hamilton 1889-1891
- Anthony Hoskins 1891-1893
- Frederick Richards 1893-1899
- Walter Kerr 1899-1904

## First Sea Lords, 1904-1964
- John Arbuthnot Fisher 1904-1910
- Arthur Knyvet Wilson 1910-1911
- Francis Bridgeman 1911-1912
- Prins Lodewijk van Battenberg 1912-1914
- John Fisher 1914-1915
- Henry B. Jackson 1915-1916
- John Jellicoe 1916-1917
- Rosslyn Wemyss 1917-1919
- David Beatty 1919-1927
- Charles Madden 1927-1930
- Frederick Field 1930-1933
- Ernle Chatfield 1933-1938
- Roger Backhouse 1938-1939
- Dudley Pound 1939-1943
- Andrew Cunningham 1943-1946
- John Cunningham 1946-1948
- Bruce Fraser 1948-1951
- Rhoderick McGrigor 1951-1955
- Louis Mountbatten 1955-1959
- Charles Lambe 1959-1960
- Caspar John 1960-1963
- David Luce 1963-1964

## First Sea Lords, 1964-nu
- David Luce 1964-1966
- Varyl Begg 1966-1968
- Michael Le Fanu 1968-1970
- Peter Hill-Norton 1970–1971
- Michael Pollock 1971–1974
- Edward Ashmore 1974–1977
- Terence Lewin 1977–1979
- Henry Leach 1979–1982
- John Fieldhouse 1982–1985
- William Staveley 1985–1989
- Julian Oswald 1989–1993
- Benjamin Bathurst 1993–1995
- Jock Slater 1995–1998
- Michael Boyce 1998–2001
- Nigel Essenhigh 2001–2002
- Alan West 2002–2006
- Jonathon Band 2006–2009
- Mark Stanhope 2009–2013
- George Zambellas 2013–2016
- Sir Philip Jones 2016-2019
- Tony Radakin 2019-2021
- Ben Key 2021-